# セグロミズナギドリ
セグロミズナギドリ（背黒水薙鳥、学名：Puffinus bannermani）は、鳥綱ミズナギドリ目ミズナギドリ科ハイイロミズナギドリ属に分類される鳥類。

## 分布
小笠原諸島（東島）で繁殖し、南硫黄島でも繁殖していると考えられている。非繁殖期には繁殖地周辺で生活すると考えられ、本州周辺でも発見例は少ないものの南西諸島ではまれに発見例がある。

## 形態
全長31センチメートル。翼開長65 - 75センチメートル。上面は黒く、下面は白い。

## 分類
元々独立種として記載されたが、旧セグロミズナギドリ（P. lherminieri）や旧ヒメミズナギドリ（P. assimilis）の亜種とする説もあった。過去には記載時のように独立種とする説もあったが、一方でこれらの分類に変更にあたり科学的根拠が提示されていたわけではなかった。近年は分子系統解析などから再び本種を独立種とする説が有力となっている。2018年に発表されたミトコンドリアDNAのシトクロムbによる分子系統解析でも、本種が狭義のP. lherminieriやP. assimilisとは近縁ではないという解析結果が得られた。
日本産鳥類目録 改訂第2版（ヒメミズナギドリの亜種）や改訂第3版（旧セグロミズナギドリの亜種）では和名が「ヲガサワラミヅナギドリ」とされていた（改訂第2版や改訂第3版は亜種の和名が重視され、種の和名がなかった）。改訂第5版以降（改訂第4版の発行時は小笠原諸島がアメリカ合衆国の統治下だったため、掲載されなかった）はP. lherminieriの和名がセグロミズナギドリとされたことに伴い、その中でも唯一日本産である亜種P. l. bannermaniの和名もセグロミズナギドリとされるようになった（改訂第5版では種と日本産亜種の和名を同一にする変更が他種でもみられる）。ミズナギドリ科の構成種は本種に限らず多くの種で背が黒いこと・本種の繁殖地が東島と南硫黄島と小笠原諸島に限定されること・地名をつけることで生息地での保護意識を高める狙いから、独立種となった本種の和名をオガサワラミズナギドリとするべきだという意見もある。

## 生態
1月に繁殖地に飛来する。東島ではタコノキからなる低木林などの地面に空いた穴に、巣を作る。南硫黄島では標高800メートル以上にある、主にコブガシやエダウチヘゴからなる雲霧林で確認されている。7 - 8月に巣立つ。

## 人間との関係
第二次世界大戦以前は北硫黄島でのみ繁殖が確認されていたが、戦後は記録がなく北硫黄島で繁殖する個体群は絶滅したと考えられている。2007年に東島で繁殖が確認され、同年に南硫黄島でも土が付着した個体が複数発見されたことから繁殖している可能性がある。ネズミ類の捕食により生息数が減少したと考えられている。東島ではギンネム・ジュズサンゴ・トクサバモクマオウなどの外来種による植生の変化、灯火に引き寄せられることから地上に落下（父島や母島の集落で保護されることもある）してしまいネコによって捕食されることも懸念されている。分布が限定的なため、災害などによる絶滅も懸念されている。東島ではネズミ類やトクサバモクマオウといった外来種の駆除が進められ、2008年に行われた調査ではネズミ類は確認されていない。東島や南硫黄島は保護区に指定されており、一般人の立ち入りが規制されている。
以下の判定は旧セグロミズナギドリの亜種セグロミズナギドリ（P. l. bannermani）としての判定である。
絶滅危惧IB類 (EN)（環境省レッドリスト）